# Zufällige Fuzzymenge
Eine zufällige Fuzzymenge (engl. random fuzzy set) ist eine Fuzzymenge, deren Charakteristika (z. B. Größe, Form, Lage) vom Zufall abhängen. Wenn z. B. zufällig ausgewählte Probanden die Akzeptanz eines neuen Produktes durch sprachliche Ausdrücke wie „hoch“, „mäßig“ oder „niedrig“ charakterisieren und diese unscharfen sprachlichen Ausdrücke sinnvollerweise durch Fuzzymengen modelliert werden, dann haben wir eine zufällige Fuzzymenge mit den möglichen Werten „hoch“, „mäßig“ und „niedrig“. Eine zufällige Fuzzymenge ist eine Verallgemeinerung des Begriffes „zufällige Menge“. Erste Untersuchungen zu zufälligen Fuzzymengen gab es 1976 von R. Féron und 1986 von M. L. Puri und D. A. Ralescu, damals allerdings noch als „fuzzy random variables“ bezeichnet.

## Definitionen
Sei {\displaystyle \mathbb {R} ^{d}} der {\displaystyle d}-dimensionale euklidische Raum und {\displaystyle {\mathfrak {F}}(\mathbb {R} ^{d})} die Menge aller Fuzzymengen {\displaystyle A} auf {\displaystyle \mathbb {R} ^{d}} mit den Eigenschaften
- Die Zugehörigkeitsfunktion {\displaystyle m_{A}} ist von oben halbstetig.
- Der Träger von {\displaystyle A}, nämlich die Abschließung von {\displaystyle \operatorname {supp} A=\{x\in \mathbb {R} ^{d}:m_{A}(x)>0\}}, ist kompakt.
- {\displaystyle A} ist normal, d. h. {\displaystyle \exists a\in \mathbb {R} ^{d}:m_{A}(a)=1}.

Sei nun {\displaystyle (\Omega ,{\mathcal {B}},P)} ein Wahrscheinlichkeitsraum. Die Abbildung {\displaystyle Y|\Omega \to {\mathfrak {F}}(\mathbb {R} ^{d})} heißt zufällige Fuzzymenge, wenn für jedes {\displaystyle \alpha \in (0,1]} der {\displaystyle \alpha }-Schnitt {\displaystyle Y_{\alpha }} eine kompakte zufällige Menge ist (siehe).
Man beachte, dass der Begriff der zufälligen Fuzzymenge auf den Begriff der zufälligen kompakten Menge zurückgeführt wird. Dadurch wird einerseits vermieden, dass eine geeignete Sigma-Algebra konstruiert werden muss, bzgl. der die Zufallsvariable {\displaystyle Y} messbar ist, aber andererseits auch Allgemeinheit eingebüßt, weil man sich auf Fuzzymengen auf {\displaystyle \mathbb {R} ^{d}} mit kompakten {\displaystyle \alpha }-Schnitten beschränkt.

## Erwartungswert einer zufälligen Fuzzymenge
Sei {\displaystyle Y} eine zufällige Fuzzymenge. Der Erwartungswert {\displaystyle EY} ist die Fuzzymenge, deren {\displaystyle \alpha }-Schnitte {\displaystyle (EY)_{\alpha }} gleich den Aumann-Erwartungswerten {\displaystyle E_{A}Y_{\alpha }} der kompakten {\displaystyle \alpha }-Schnitte {\displaystyle Y_{\alpha }} sind, d. h.
{\displaystyle (EY)_{\alpha }=E_{A}Y_{\alpha }}.
Für eine zufällige Dreiecks-Fuzzy-Zahl {\displaystyle Y=(a,\Delta )} ergibt sich beispielsweise ganz einfach (siehe z. B.)
{\displaystyle E(a,\Delta )=(Ea,E\Delta )}.

## Weiteres
Unter Benutzung einer geeigneten Metrik {\displaystyle d} zwischen Fuzzymengen kann unter Beachtung des Fréchet-Prinzips auch eine Varianz gemäß
{\displaystyle VarY=Ed^{2}(Y,EY)}
definiert werden. Diese Varianz ist reellwertig, im Unterschied zur fuzzymengenwertigen Varianz einer Fuzzy-Zufallsvariable. Aktuell lesenswert ist, insbesondere, wenn es um die methodologischen Unterschiede zwischen zufälligen Fuzzymengen und Fuzzy-Zufallsvariablen geht.